# Великосорочинська сільська територіальна громада
Великосорочинська сільська об'єднана територіальна громада — об'єднана територіальна громада в Україні, в Миргородському районі Полтавської області. Адміністративний центр — село Великі Сорочинці.
Площа громади — 130,76 км², населення — 3678 мешканців (2018).
Утворена 19 вересня 2016 року шляхом об'єднання Великосорочинської та Полив'янської сільських рад Миргородського району.

## Населені пункти
До складу громади входять селище Мирне та 20 сіл: Бессараби, Велика Обухівка, Великий Байрак, Великі Сорочинці, Довгалеве, Зелений Кут, Іващенки, Ковалівка, Коптів, Купівщина, Мареничі, Олефірівка, Панасівка, Полив'яне, Радченки, Савинці, Сакалівка, Семеренки, Солонці, Цисеве.